# Варл, Деян
Деян Варл (словен. Dejan Varl, родился 3 июля 1973 в Есенице) — бывший словенский хоккеист, игравший на позиции нападающего.

## Карьера
Почти всю свою карьеру Деян провёл в составе клуба «Акрони Есенице», сыграв всего один сезон за океаном в «Финикс Мустангс». Особых успехов в клубе не добился, хотя в сезоне 2007/2008 Австрийской хоккейной лиги принял участие в Матче всех звёзд. В составе сборной Словении сыграл на восьми чемпионатах мира, из них три в высшем дивизионе. 16 августа 2009 года объявил о завершении игровой карьеры и вошёл в тренерский штаб «Акрони» (главный тренер клуба с 2015 года).